# Ho-Ho-Kus
Ho-Ho-Kus é um distrito localizado no estado americano de Nova Jérsei, no Condado de Bergen.

## Demografia
Segundo o censo americano de 2000, a sua população era de 4060 habitantes.
Em 2006, foi estimada uma população de 4095, um aumento de 35 (0.9%).

## Geografia
De acordo com o United States Census Bureau tem uma área de
4,5 km², dos quais 4,5 km² cobertos por terra e 0,0 km² cobertos por água.

## Localidades na vizinhança
O diagrama seguinte representa as localidades num raio de 4 km ao redor de Ho-Ho-Kus.